# فن الخسارة (رواية)
فن الخسارة (بالفرنسية:L'Art de perdre)، هي رواية للكاتبة الفرنسية من أصول جزائرية أليس زينيتر، نُشرت في16 أغسطس 2017 عن دار النشر «Flammarion» وحصلت على جوائز أدبية، بما في ذلك جائزة «Goncourt» لطلاب المدارس الثانوية في عام 2017. بالإضافة إلى ذلك، ظلت الرواية لعامين متتاليين عامي 2017 و 2018 في قائمة الكتب الفرنسية الأكثر مبيعًا باللغة الفرنسية.
الرواية تُرجمت للغة العربية عام 2023م، ترجمتها عن الفرنسية دانيال صالح.

## كتابة الرواية
هذا التعبير "فن الخسارة" هو بداية قصيدة "فن واحد" التي نظمتها إليزابيث بيشوب (1911-1979)  ، والتي تعرفها نعيمة وسائقها وتنشدها بين تيزي وزو والجزائر العاصمة ، عند عودتهما من منزل العائلة ومن بلد المنشأ؛ كما قرأت هذه القصسدة بطلة فيلم "في حذائها".

## ملخص
ترافق الرواية نعيمة، الشخصية الرئيسية، التي تحاول البحث عن أصولها وهويتها من خلال قصة والدها حامد وجدها علي.

### الجزء 1:جزائر والدي
يبدو أن تاريخ العائلة يبدأ في الذكرى المئوية لغزو فرنسا للجزائر، في عام 1930، في منطقة القبائل، جنوب شرق الجزائر العاصمة، منطقة البويرة، بالقرب من باليسترو ( الأخضرية الحالية)، على التلال، في منسية. هاملت (مشتا). حيث مازال الحديث عن ثورة آل المقراني (1871) وقصائد سي محند اومحند.
الإخوة الثلاثة زكار ( ص. 476
```
) هم علي المتزوج من ييما في زواج ثالث، و جمال المتزوج من فاطمة، و حمزة المتزوج من رشيدة، والدة عمر، إنهم فلاحون صغار، عمال زراعيون لبعض المواسم، انتهى بهم الأمر الى شراء قطعة أرض، وزراعة أشجار الزيتون، ليستعيدوا معصرة، و يبيعون إنتاجهم، ويصبحون 
أثرياء جدد
، ويثيرون الغيرة في نفوس الآخرين وخاصة لدى جيرانهم المقربين، آل عمروش.
```

الابن البكر لعلي وييما هو حميد من مواليد 1953. وقد كان لعلي ابنتان من زواجه الأول. ثم بعد حميد، سيرزق علي وييما بتسعة أطفال آخرين، وهم: دليلة (1954) ، وقادر (1955) ، وعقلي (1957) ، وكلود (1962) ، وحسن (1964) ، وكريمة (1965) ، ومحمد (1967) ، وفتيحة ( 1968) ، وسليم.
كان حميد يشعر بالراحة في متجر كلود، مع آني وميشيل، صديقة كلو ، وكلتاهما فرنسية.
يوسف تاجر ، مراهق من الجيران ، يريد أن يؤمن لفترة في مصالي الحاج (1898-1974) ، لكن علي ، الجندي المتطوع في عام 1940، والحاصل على مجموعة من الميداليات ، و نائب رئيس جمعية المحاربين القدامى المحلية، لا يريد أن يفهم هذه الرغبة في الاستقلال. بل عندما تحرك حزب جبهة التحرير الوطني (بما في ذلك القبائلي كريم بلقاسم ) في عام 1954 ، و منع جميع العلاقات مع الإدارة الفرنسية ، بما في ذلك التبغ والمعاشات العسكرية. ذئب طبلات ينظم مشهدًا خطيرًا في القرية.
بعد كمين فلسطين (1956 ، علي خوجة ) ، تدهور الوضع : ارهاب ، وقمع ، واغتيال رئيس المجلس ، واعتقال علي، تجميع القرى، النابالم. . .إنها الحرب الجزائرية (1954-1962) ، كل هذه الاحداث عايشها أحد سكان المنطقة من تلال القبائل العليا، الذي كان يرغب في العيش بهدوء، لكنه وجد نفسه في مواجهة العنف، بما في ذلك الهجوم على Milk Bar ميلك بار (الجزائر العاصمة ، زوهرة ظريف)).
على الرغم من أنه لم يفعل شيئًا، أو خان أي شخص ، فقط لعدم دعمه جبهة التحرير الوطني ، اعتبر من حركي ، الذي تمكن من تأمين فرصة الهجرة مع حميد لمارسيليا في عام 1962.

### الجزء 2:فرنسا الباردة
ثمانية أشهر تحت الخيام في مخيم ريفسالت ، بعد لم شمل الأسرة ، مع العديد من المساعدين الآخرين للإدارة الفرنسية ، طوال شتاء عام 1962. معسكرات العبور وإعادة التصنيف لـ الحركي harkis : " رقصة الخاسرين في الحروب الاستعمارية ( ص. 177
```
) ، بين الانتقام ومضادات الذهان.
```

بين عامي 1963 و عام 1965 ، كان حميد في قرية صغيرة للغابات في لوجيس دان  ، في جوك ، يعمل في المكتب الوطني للغابات ، خائفا من اليرقات المسيرة ( ص. 197
```
) ، مختفيا عن الانظار. حتى بالنسبة للفائز بميدالية من 
معركة مونتي كاسينو
 يقابل بالاحتقار «
Je sers pas les crouilles
» في إشارة إلى أفلام 
Indigène
 و 
La Ligne rouge
 .
```

في عام 1965 ، تم نقل علي إلى Flers (Orne) ، إلى مبنى جديد في الضواحي ( Sonacotra ) ، مع حوض استحمام ، للعمل هناك كعامل في مصنع Luchaire للصفائح المعدنية. كن علي غير قادر على شرح الموقف لحميد " هل تحلم أم تريدني أن أحلم " ( ص. 227
```
). لا نتحدث عن الماضي الجزائري إلا عندما نضطر لذلك، : وردت أخبار من الاخ حمزة الذي بقي في البلاد عن تغيير الرئيس. حميد جادً في المدرسة ، لكنه أصبح صديقًا لطالبين ، فرانسوا وجيل. في عام 1967 ، أفرغ علي 
السبعة كيلوغرامات من الخردة المعدنية
 من ميدالياته في سلة المهملات.
```

شكل من أشكال الاندماج يحدث، حيث أن أطفال المدارس يقومون بكتابة الخطابات الرسمية للحي. في المدرسة الثانوية ، يتخلى حميد عن صيام رمضان ، ويكتشف السياسة ، وماركس ، ولا يشرح له علي سبب وجودهم هناك. عيد القديس يوحنا هو مناسبة لمعاركة عنصرية ، حيث يدافع الثلاثي حميد فرانسوا جيل عن أنفسهم ( ص. 286
```
).
```

سنحت الفرصة للثلاثي في صيف عام 1969 بزيارة باريس ، حيث أقاموا في استوديو ستيفان ، للاسف حدثت مشاجرة مع صاحب مطعم قبايلي مغترب من الخمسينيات ، اما الحدث الرائع هو لقاء مع كلاريس. يبقى حميد معها في باريس ، ويعمل كعامل مؤقت ، و يتابع دورة تدريبية ، و ينضم إلى الصندوق الوطني لمخصصات الأسرة ، و ينسى ماضيه أو يخفيه، ويقول :" أنا من منطقة نورماندي السفلى" .
يجب أن يعود حميد إلى عائلته حيث يطالب القانون غير المقيمين بالتنازل عن أراضيهم للعاملين فيها. كان موقف الأب والابن المتشدد سببا في الأزمة. من الآن فصاعدًا ، يصمت حميد. يذهب علي إلى باريس للقاء محند ، دون أن يحاول رؤية ابنه ، وكلاهما يستخلصان استنتاجات متباينة من حياتهما.
بعد الخدمة العسكرية في عام 1973 ، انتقل الزوجان الشابان إلى شقة علوية. أدى مشهد الذعر من كلاريس أمام الفأر في المرحاض المشترك إلى تنازلات ، بما في ذلك الزيارة المشتركة إلى الوالدين المعنيين. حتى آني تظهر مرة أخرى قبل أن تعود للمساعدة في الجزائر. كلاريس تلد مريم. سيتبعهم ثلاثة أطفال آخرين في الريف : بولين ، نعيمة ، عقلة.
نعيمة ، التي ولدت حوالي عام 1990 ، كانت تبلغ من العمر 25 عامًا في عام 2015 ، بسبب هجمات 13 نوفمبر 2015 في فرنسا ( باتاكلان ). تعيش في سكن مشترك مع سول ورومان ، وتعمل في معرض للفن المعاصر ، تحت إشراف كريستوف. الذي قرر أن يعرض على الفنانة الجزائرية للا ، المنفية عام 1995 ، إبان الحرب الأهلية الجزائرية (1991-2002) ، عرضًا لاعمالها. لهذا ، أمر نعيمة بالذهاب إلى الجزائر للبحث عن جزء من إنتاج للا. إنها مترددة ، وتنغمس في تاريخ الجزائر الحديث ، وتحاول أن تفهم أصولها ، وصمت الأسرة بأكملها (والدها حامد ، وجدها علي ، وجدتها يما). ينتهي بها الأمر بالقبول ، وتصل إلى الجزائر على متن السفينة ، وتكتشف الجزائر ، ثم تيزي وزو ، وتلتقي بالأشخاص المعنيين، وافقت على أن يتم نقلها "إلى القرية" ، بعد الأخضرية (باليسترو سابقًا) ، "إلى تيروس" ، وهي قرية صغيرة على التلال بالقرب من زباربار ، حيث تجد منزل العائلة. تتحدث عن حسن فرهاري ، معطوب لونيس ، تتبع في الهواء شجرة أنساب عائلية ، تلتقط الصور. توافق على قضاء الليلة هناك.

## الجوائز الأدبية والمبيعات
الجوائز الأدبية الرئيسية التي حصلت عليها الرواية هي :
- جائزة غونكور لطلاب المدارس الثانوية 2017 [3]
- الجائزة <i id="mweg">العالمية</i> للأدب 2017 [4]
- جائزة لاندرنو للقراء 2017 [5]
- سعر بائعي كتب نانسي - لو بوينت 2017 [6]
- قائمة أسعار غونكور<span typeof="mw:DisplaySpace" id="mwhw">&nbsp;</span>: الاختيار البولندي ، كراكوف ، 2017 [7]
- قائمة أسعار غونكور : اختيار سويسرا 2017 [8]
- الفائز في جائزة غونكور 2017 [9]

نهايةيناير 2018 ، القائمة السنوية لجائزة L'Express - RTL -Tite Live - التي تم الكشف عنها بحضور الفائزين المدعوين لتناول غداء في Hôtel Lutetia في باريس - تضع الرواية في المركز السادس بين الأعمال الأكثر مبيعًا باللغة الفرنسية (المنشورة في تنسيق كبير) في عام 2017  وعلى الرغم من ظهورها في العام السابق ، إلا أن الرواية لا تزال في المركز الرابع عشر على نفس الرسم البياني في العام التالي 2018 ، مما يدل على استمرار نادر في مبيعاتها على مدار عامين.

## طبعات
- فن الضياع ، طبعات Flammarion ، 2017 ، 500 صفحة(ردمك 978-2-08-139553-4) .
- فن الضياع ، طبعات J'ai Lu ، 2019 ، تنسيق الجيب ، 608 صفحة(ردمك 9782290155158) [12]

## المذكرات و المراجع
1. ↑  (بالإنجليزية)
by Elizabeth Bishop Poetry foundation One Art نسخة محفوظة 2023-05-27 على موقع واي باك مشين.
2. ↑  "Repères méditerranéens - Les harkis du Logis d'Anne à Jouques - Ina.fr". Repères méditerranéens. مؤرشف من الأصل (vidéo) في 2020-09-20. اطلع عليه بتاريخ 2020-09-01..
3. ↑  Leyris, Raphaëlle (16 Nov 2017). "Goncourt des lycéens : Alice Zeniter récompensée pour « L'Art de perdre »". Le Monde.fr (بالفرنسية). ISSN:1950-6244. Archived from the original on 2022-10-14. Retrieved 2017-11-16.
4. ↑  « Le Monde remet son prix littéraire à Alice Zeniter pour L'Art de perdre », لو موند, 6 septembre 2017. نسخة محفوظة 2023-03-21 على موقع واي باك مشين.
5. ↑  ""L'art de perdre", d'Alice Zeniter, remporte le prix Landerneau des lecteurs". http://culturebox.francetvinfo.fr (بالفرنسية). 29 septembre 2017. Archived from the original on 2019-08-13. {{استشهاد ويب}}: تحقق من التاريخ في: |تاريخ= (help) and روابط خارجية في |موقع= (help)
6. ↑  "Alice Zeniter, prix 2017 des Libraires de Nancy". http://www.lepoint.fr (بالفرنسية). 3 septembre 2017. Archived from the original on 2023-03-25. {{استشهاد ويب}}: تحقق من التاريخ في: |تاريخ= (help) and روابط خارجية في |موقع= (help)
7. ↑  "Le Choix Goncourt de la Pologne". أكاديمية غونكور. 27 أكتوبر 2017. مؤرشف من الأصل في 2023-04-30.
8. ↑  Palmarès du Choix Goncourt de la Suisse, site officiel de l'Académie Goncourt. نسخة محفوظة 2018-12-24 على موقع واي باك مشين.
9. ↑  « Les quatre finalistes du Goncourt 2017 », article du site livreshebdo.fr du 30 octobre 2017. نسخة محفوظة 2022-09-29 على موقع واي باك مشين.
10. ↑  « Qui sont les auteurs francophones les plus lus en France en 2017? », لو دوفوار, 8 février 2018. نسخة محفوظة 2021-02-27 على موقع واي باك مشين.
11. ↑  كريستوف باربييه, Jérôme Dupuis, Éric Libiot, Marianne Payot et Delphine Peras, « Hollande, Nothomb, Musso... Le déjeuner des best-sellers », ليكسبريس, 4 février 2019. نسخة محفوظة 2022-10-20 على موقع واي باك مشين.
12. ↑  Zeniter, Alice. "L'art de perdre de Alice Zeniter - Editions J'ai Lu". www.jailu.com (بالفرنسية). Archived from the original on 2023-01-30. Retrieved 2023-01-30.